# پارک اوجیماکوماتسوگاوا
پارک اوجیماکوماتسوگاوا یکی از پارک‌های  توکیو پایتخت ژاپن است.

## رسیدن به پارک
- متروی توئی، خط شینجوکو، ایستگاه هیگاشی اوجیما از ایستگاه تا پارک سه دقیقه پیاده فاصله است.[۱]